# Olympische Sommerspiele 2020/Badminton (Herreneinzel)
Das Badminton-Einzel der Männer bei den Olympischen Spielen 2020 wurde vom 24. Juli bis 2. August 2021 im Musashino Forest Sport Plaza ausgetragen.

## Titelverteidiger
| Olympiasieger | Chen Long    | Rio de Janeiro 2016 |
| Weltmeister   | Kento Momota | Basel 2019          |

## Setzliste
| Nr. | Spieler          | Erreichte Runde |
| --- | ---------------- | --------------- |
| 01. | Kento Momota     | Gruppenphase    |
| 02. | Chou Tien-chen   | Viertelfinale   |
| 03. | Anders Antonsen  | Viertelfinale   |
| 04. | Viktor Axelsen   | Gold            |
| 05. | Anthony Ginting  | Bronze          |
| 06. | Chen Long        | Silber          |
| 07. | Jonatan Christie | Achtelfinale    |

| Nr. | Spieler                  | Erreichte Runde |
| --- | ------------------------ | --------------- |
| 08. | Ng Ka Long               | Gruppenphase    |
| 09. | Lee Zii Jia              | Achtelfinale    |
| 10. | Wang Tzu-wei             | Achtelfinale    |
| 11. | Shi Yuqi                 | Viertelfinale   |
| 12. | Kanta Tsuneyama          | Achtelfinale    |
| 13. | Sai Praneeth Bhamidipati | Gruppenphase    |
| 14. | Kantaphon Wangcharoen    | Gruppenphase    |

## Ergebnisse

### Gruppenphase

#### Gruppe A
| Athleten         | Spiele | gew. | verl. | Sätze gew. | Sätze verl. | Punkte |
| ---------------- | ------ | ---- | ----- | ---------- | ----------- | ------ |
| Heo Kwang-hee    | 2      | 2    | 0     | 4          | 0           | 84:59  |
| Kento Momota (1) | 2      | 1    | 1     | 2          | 2           | 76:63  |
| Timothy Lam      | 2      | 0    | 2     | 0          | 4           | 46:84  |

| Athlet 1                 | Ergebnis                 | Athlet 2                 |
| 25. Juli 2021, 18:00 Uhr | 25. Juli 2021, 18:00 Uhr | 25. Juli 2021, 18:00 Uhr |
| ------------------------ | ------------------------ | ------------------------ |
| Kento Momota (1)         | 21:12 21:90              | Timothy Lam              |
| 26. Juli 2021, 18:40 Uhr |                          |                          |
| Heo Kwang-hee            | 21:10 21:15              | Timothy Lam              |
| 28. Juli 2021, 20:00 Uhr |                          |                          |
| Kento Momota (1)         | 15:21 19:21              | Heo Kwang-hee            |

#### Gruppe C
| Athleten       | Spiele | gew. | verl. | Sätze gew. | Sätze verl. | Punkte |
| -------------- | ------ | ---- | ----- | ---------- | ----------- | ------ |
| Kevin Cordón   | 2      | 2    | 0     | 4          | 0           | 85:59  |
| Ng Ka Long (8) | 2      | 1    | 1     | 2          | 0           | 75:62  |
| Lino Muñoz     | 2      | 0    | 2     | 0          | 4           | 45:84  |

| Athlet 1                 | Ergebnis                 | Athlet 2                 |
| 24. Juli 2021, 10:20 Uhr | 24. Juli 2021, 10:20 Uhr | 24. Juli 2021, 10:20 Uhr |
| ------------------------ | ------------------------ | ------------------------ |
| Ng Ka Long (8)           | 21:90 21:10              | Lino Muñoz               |
| 26. Juli 2021, 14:00 Uhr |                          |                          |
| Kevin Cordón             | 21:14 21:12              | Lino Muñoz               |
| 28. Juli 2021, 18:00 Uhr |                          |                          |
| Ng Ka Long (8)           | 20:22 13:21              | Kevin Cordón             |

#### Gruppe D
| Athleten                      | Spiele | gew. | verl. | Sätze gew. | Sätze verl. | Punkte |
| ----------------------------- | ------ | ---- | ----- | ---------- | ----------- | ------ |
| Mark Caljouw                  | 2      | 2    | 0     | 4          | 1           | 101:68 |
| Misha Zilberman               | 2      | 1    | 1     | 3          | 2           | 082:91 |
| Sai Praneeth Bhamidipati (13) | 2      | 0    | 2     | 0          | 4           | 060:84 |

| Athlet 1                      | Ergebnis                 | Athlet 2                 |
| 24. Juli 2021, 13:00 Uhr      | 24. Juli 2021, 13:00 Uhr | 24. Juli 2021, 13:00 Uhr |
| ----------------------------- | ------------------------ | ------------------------ |
| Sai Praneeth Bhamidipati (13) | 17:21 15:21              | Misha Zilberman          |
| 26. Juli 2021, 11:20 Uhr      |                          |                          |
| Mark Caljouw                  | 17:21 :09 21:10          | Misha Zilberman          |
| 28. Juli 2021, 18:00 Uhr      |                          |                          |
| Sai Praneeth Bhamidipati (13) | 14:21 14:21              | Mark Caljouw             |

#### Gruppe E
| Athleten           | Spiele | gew. | verl. | Sätze gew. | Sätze verl. | Punkte |
| ------------------ | ------ | ---- | ----- | ---------- | ----------- | ------ |
| Viktor Axelsen (4) | 2      | 2    | 0     | 4          | 0           | 84:45  |
| Kalle Koljonen     | 2      | 1    | 1     | 2          | 2           | 64:72  |
| Luka Wraber        | 2      | 0    | 2     | 0          | 4           | 53:84  |

| Athlet 1                 | Ergebnis                 | Athlet 2                 |
| 24. Juli 2021, 19:20 Uhr | 24. Juli 2021, 19:20 Uhr | 24. Juli 2021, 19:20 Uhr |
| ------------------------ | ------------------------ | ------------------------ |
| Viktor Axelsen (4)       | 21:12 21:11              | Luka Wraber              |
| 26. Juli 2021, 10:40 Uhr |                          |                          |
| Kalle Koljonen           | 21:13 21:17              | Luka Wraber              |
| 28. Juli 2021, 18:40 Uhr |                          |                          |
| Viktor Axelsen (4)       | 21:09 21:13              | Kalle Koljonen           |

#### Gruppe F
| Athleten           | Spiele | gew. | verl. | Sätze gew. | Sätze verl. | Punkte |
| ------------------ | ------ | ---- | ----- | ---------- | ----------- | ------ |
| Wang Tzu-wei (10)  | 2      | 2    | 0     | 4          | 1           | 102:72 |
| Nhat Nguyen        | 2      | 1    | 1     | 3          | 2           | 087:90 |
| Niluka Karunaratne | 2      | 0    | 2     | 0          | 4           | 57:84  |

| Athlet 1                 | Ergebnis                 | Athlet 2                 |
| 24. Juli 2021, 20:00 Uhr | 24. Juli 2021, 20:00 Uhr | 24. Juli 2021, 20:00 Uhr |
| ------------------------ | ------------------------ | ------------------------ |
| Wang Tzu-wei (10)        | 21:12 21:15              | Niluka Karunaratne       |
| 26. Juli 2021, 20:00 Uhr |                          |                          |
| Nhat Nguyen              | 21:16 21:14              | Niluka Karunaratne       |
| 28. Juli 2021, 18:40 Uhr |                          |                          |
| Wang Tzu-wei (10)        | 21:12 18:21 :12          | Nhat Nguyen              |

#### Gruppe G
| Athleten             | Spiele | gew. | verl. | Sätze gew. | Sätze verl. | Punkte |
| -------------------- | ------ | ---- | ----- | ---------- | ----------- | ------ |
| Jonatan Christie (7) | 2      | 2    | 0     | 4          | 1           | 098:81 |
| Loh Kean Yew         | 2      | 1    | 1     | 3          | 2           | 101:83 |
| Aram Mahmoud         | 2      | 0    | 2     | 0          | 4           | 049:84 |

| Athlet 1                 | Ergebnis                 | Athlet 2                 |
| 24. Juli 2021, 11:00 Uhr | 24. Juli 2021, 11:00 Uhr | 24. Juli 2021, 11:00 Uhr |
| ------------------------ | ------------------------ | ------------------------ |
| Jonatan Christie (7)     | 21:80 21:14              | Aram Mahmoud             |
| 26. Juli 2021, 20:00 Uhr |                          |                          |
| Loh Kean Yew             | 21:15 21:12              | Aram Mahmoud             |
| 28. Juli 2021, 19:20 Uhr |                          |                          |
| Jonatan Christie (7)     | 22:20 13:21 :18          | Loh Kean Yew             |

#### Gruppe H
| Athleten      | Spiele | gew. | verl. | Sätze gew. | Sätze verl. | Punkte |
| ------------- | ------ | ---- | ----- | ---------- | ----------- | ------ |
| Shi Yuqi (11) | 1      | 1    | 0     | 2          | 0           | 42:17  |
| Matthew Abela | 1      | 0    | 1     | 0          | 2           | 17:42  |
| Sören Opti    | 0      | 0    | 0     | 0          | 0           | 0:0    |

| Athlet 1                 | Ergebnis                 | Athlet 2                 |
| 25. Juli 2021, 12:40 Uhr | 25. Juli 2021, 12:40 Uhr | 25. Juli 2021, 12:40 Uhr |
| ------------------------ | ------------------------ | ------------------------ |
| Shi Yuqi (11)            | 21:80 21:90              | Matthew Abela            |
| 26. Juli 2021, 19:20 Uhr |                          |                          |
| Sören Opti               | DNS                      | Matthew Abela            |
| 28. Juli 2021, 19:20 Uhr |                          |                          |
| Shi Yuqi (11)            | DNS                      | Sören Opti               |

#### Gruppe I
| Athleten             | Spiele | gew. | verl. | Sätze gew. | Sätze verl. | Punkte |
| -------------------- | ------ | ---- | ----- | ---------- | ----------- | ------ |
| Kanta Tsuneyama (12) | 2      | 2    | 0     | 4          | 0           | 84:36  |
| Ygor Coelho          | 2      | 1    | 1     | 2          | 2           | 64:63  |
| Georges Paul         | 2      | 0    | 2     | 0          | 4           | 35:84  |

| Athlet 1                 | Ergebnis                 | Athlet 2                 |
| 25. Juli 2021, 10:40 Uhr | 25. Juli 2021, 10:40 Uhr | 25. Juli 2021, 10:40 Uhr |
| ------------------------ | ------------------------ | ------------------------ |
| Kanta Tsuneyama (12)     | 21:80 21:60              | Georges Paul             |
| 26. Juli 2021, 14:00 Uhr |                          |                          |
| Ygor Coelho              | 21:50 21:16              | Georges Paul             |
| 28. Juli 2021, 19:20 Uhr |                          |                          |
| Kanta Tsuneyama (12)     | 21:14 21:08              | Ygor Coelho              |

#### Gruppe J
| Athleten            | Spiele | gew. | verl. | Sätze gew. | Sätze verl. | Punkte |
| ------------------- | ------ | ---- | ----- | ---------- | ----------- | ------ |
| Anthony Ginting (5) | 2      | 2    | 0     | 4          | 0           | 84:43  |
| Sergei Sirant       | 2      | 1    | 1     | 2          | 2           | 64:78  |
| Gergely Krausz      | 2      | 0    | 2     | 0          | 4           | 57:84  |

| Athlet 1                 | Ergebnis                 | Athlet 2                 |
| 25. Juli 2021, 13:20 Uhr | 25. Juli 2021, 13:20 Uhr | 25. Juli 2021, 13:20 Uhr |
| ------------------------ | ------------------------ | ------------------------ |
| Anthony Ginting (5)      | 21:13 21:80              | Gergely Krausz           |
| 27. Juli 2021, 10:00 Uhr |                          |                          |
| Sergei Sirant            | 21:18 21:18              | Gergely Krausz           |
| 28. Juli 2021, 18:00 Uhr |                          |                          |
| Anthony Ginting (5)      | 21:12 21:10              | Sergei Sirant            |

#### Gruppe K
| Athleten                   | Spiele | gew. | verl. | Sätze gew. | Sätze verl. | Punkte |
| -------------------------- | ------ | ---- | ----- | ---------- | ----------- | ------ |
| Toby Penty                 | 2      | 2    | 0     | 4          | 0           | 84:60  |
| Kantaphon Wangcharoen (14) | 2      | 1    | 1     | 2          | 2           | 73:70  |
| Kai Schäfer                | 2      | 0    | 2     | 0          | 4           | 57:84  |

| Athlet 1                   | Ergebnis                 | Athlet 2                 |
| 25. Juli 2021, 20:00 Uhr   | 25. Juli 2021, 20:00 Uhr | 25. Juli 2021, 20:00 Uhr |
| -------------------------- | ------------------------ | ------------------------ |
| Kantaphon Wangcharoen (14) | 21:13 21:15              | Kai Schäfer              |
| 27. Juli 2021, 10:40 Uhr   |                          |                          |
| Toby Penty                 | 21:18 21:11              | Kai Schäfer              |
| 28. Juli 2021, 20:00 Uhr   |                          |                          |
| Kantaphon Wangcharoen (14) | 19:21 12:21              | Toby Penty               |

#### Gruppe L
| Athleten            | Spiele | gew. | verl. | Sätze gew. | Sätze verl. | Punkte |
| ------------------- | ------ | ---- | ----- | ---------- | ----------- | ------ |
| Anders Antonsen (3) | 2      | 2    | 0     | 4          | 0           | 84:57  |
| Ade Resky Dwicahyo  | 2      | 1    | 1     | 2          | 2           | 73:74  |
| Nguyễn Tiến Minh    | 2      | 0    | 2     | 0          | 4           | 58:84  |

| Athlet 1                 | Ergebnis                 | Athlet 2                 |
| 25. Juli 2021, 20:00 Uhr | 25. Juli 2021, 20:00 Uhr | 25. Juli 2021, 20:00 Uhr |
| ------------------------ | ------------------------ | ------------------------ |
| Anders Antonsen (3)      | 21:13 21:13              | Nguyễn Tiến Minh         |
| 27. Juli 2021, 20:00 Uhr |                          |                          |
| Ade Resky Dwicahyo       | 21:14 21:18              | Nguyễn Tiến Minh         |
| 28. Juli 2021, 20:00 Uhr |                          |                          |
| Anders Antonsen (3)      | 21:16 21:15              | Ade Resky Dwicahyo       |

#### Gruppe M
| Athleten           | Spiele | gew. | verl. | Sätze gew. | Sätze verl. | Punkte |
| ------------------ | ------ | ---- | ----- | ---------- | ----------- | ------ |
| Lee Zii Jia (9)    | 2      | 2    | 0     | 4          | 0           | 84:38  |
| Brice Leverdez     | 2      | 1    | 1     | 2          | 2           | 64:60  |
| Artem Potschtarjow | 2      | 0    | 2     | 0          | 4           | 34:84  |

| Athlet 1                 | Ergebnis                 | Athlet 2                 |
| 25. Juli 2021, 18:40 Uhr | 25. Juli 2021, 18:40 Uhr | 25. Juli 2021, 18:40 Uhr |
| ------------------------ | ------------------------ | ------------------------ |
| Lee Zii Jia (9)          | 21:50 21:11              | Artem Potschtarjow       |
| 27. Juli 2021, 13:20 Uhr |                          |                          |
| Brice Leverdez           | 21:10 21:08              | Artem Potschtarjow       |
| 28. Juli 2021, 20:40 Uhr |                          |                          |
| Lee Zii Jia (9)          | 21:17 21:05              | Brice Leverdez           |

#### Gruppe N
| Athleten      | Spiele | gew. | verl. | Sätze gew. | Sätze verl. | Punkte |
| ------------- | ------ | ---- | ----- | ---------- | ----------- | ------ |
| Chen Long (6) | 2      | 2    | 0     | 4          | 0           | 84:40  |
| Pablo Abián   | 2      | 1    | 1     | 2          | 2           | 63:60  |
| Raul Must     | 2      | 0    | 2     | 0          | 4           | 37:84  |

| Athlet 1                 | Ergebnis                 | Athlet 2                 |
| 25. Juli 2021, 14:00 Uhr | 25. Juli 2021, 14:00 Uhr | 25. Juli 2021, 14:00 Uhr |
| ------------------------ | ------------------------ | ------------------------ |
| Chen Long (6)            | 21:10 21:90              | Raul Must                |
| 27. Juli 2021, 10:00 Uhr |                          |                          |
| Pablo Abián              | 21:70 21:11              | Raul Must                |
| 28. Juli 2021, 20:40 Uhr |                          |                          |
| Chen Long (6)            | 21:11 21:10              | Pablo Abián              |

#### Gruppe P
| Athleten           | Spiele | gew. | verl. | Sätze gew. | Sätze verl. | Punkte  |
| ------------------ | ------ | ---- | ----- | ---------- | ----------- | ------- |
| Chou Tien-chen (2) | 2      | 2    | 0     | 4          | 1           | 101:082 |
| Felix Burestedt    | 2      | 1    | 1     | 2          | 2           | 065:071 |
| Brian Yang         | 2      | 0    | 2     | 1          | 4           | 088:101 |

| Athlet 1                 | Ergebnis                 | Athlet 2                 |
| 25. Juli 2021, 10:00 Uhr | 25. Juli 2021, 10:00 Uhr | 25. Juli 2021, 10:00 Uhr |
| ------------------------ | ------------------------ | ------------------------ |
| Chou Tien-chen (2)       | 21:12 21:11              | Felix Burestedt          |
| 27. Juli 2021, 19:20 Uhr |                          |                          |
| Brian Yang               | 12:21 17:21              | Felix Burestedt          |
| 28. Juli 2021, 18:40 Uhr |                          |                          |
| Chou Tien-chen (2)       | 21:18 16:21 22:20        | Brian Yang               |

### Finalrunde
| Achtelfinale | Achtelfinale     | Achtelfinale | Achtelfinale | Achtelfinale |  |  | Viertelfinale | Viertelfinale   | Viertelfinale | Viertelfinale | Viertelfinale |    |                 | Halbfinale | Halbfinale      | Halbfinale | Halbfinale | Halbfinale       |                  |                  | Finale           | Finale           | Finale | Finale | Finale |
|              |                  |              |              |              |  |  |               |                 |               |               |               |    |                 |            |                 |            |            |                  |                  |                  |                  |                  |        |        |        |
|              |                  |              |              |              |  |  |               |                 |               |               |               |    |                 |            |                 |            |            |                  |                  |                  |                  |                  |        |        |        |
|              |                  |              |              |              |  |  | 1             | Heo Kwang-hee   | 13            | 18            |               |    |                 |            |                 |            |            |                  |                  |                  |                  |                  |        |        |        |
|              | Kevin Cordón     | 21           | 03           | 21           |  |  |               | Kevin Cordón    | 21            | 21            |               |    |                 |            |                 |            |            |                  |                  |                  |                  |                  |        |        |        |
|              | Mark Caljouw     | 17           | 21           | 19           |  |  |               |                 |               |               |               |    | Kevin Cordón    | 18         | 11              |            |            |                  |                  |                  |                  |                  |        |        |        |
| 04           | Viktor Axelsen   | 21           | 21           |              |  |  | 04            | Viktor Axelsen  | 21            | 21            |               |    |                 |            |                 |            |            |                  |                  |                  |                  |                  |        |        |        |
| 10           | Wang Tzu-wei     | 16           | 14           |              |  |  | 04            | Viktor Axelsen  | 21            | 21            |               |    |                 |            |                 |            |            |                  |                  |                  |                  |                  |        |        |        |
| 07           | Jonatan Christie | 11           | 09           |              |  |  | 11            | Shi Yuqi        | 13            | 13            |               |    |                 |            |                 |            |            |                  |                  |                  |                  |                  |        |        |        |
| 11           | Shi Yuqi         | 21           | 21           |              |  |  |               |                 |               |               |               |    |                 |            |                 |            |            |                  | 04               | Viktor Axelsen   | 21               | 21               |        |        |        |
| 12           | Kanta Tsuneyama  | 18           | 14           |              |  |  | 06            | Chen Long       | 15            | 12            |               |    |                 |            |                 |            |            |                  |                  |                  |                  |                  |        |        |        |
| 05           | Anthony Ginting  | 21           | 21           |              |  |  | 05            | Anthony Ginting | 21            | 15            | 21            |    |                 |            |                 |            |            |                  |                  |                  |                  |                  |        |        |        |
|              | Toby Penty       | 10           | 15           |              |  |  | 03            | Anders Antonsen | 18            | 21            | 18            |    |                 |            |                 |            |            |                  |                  |                  |                  |                  |        |        |        |
| 03           | Anders Antonsen  | 21           | 21           |              |  |  |               |                 |               |               |               | 05 | Anthony Ginting | 16         | 11              |            |            |                  |                  |                  |                  |                  |        |        |        |
| 09           | Lee Zii Jia      | 21           | 19           | 05           |  |  | 06            | Chen Long       | 21            | 21            |               |    |                 |            |                 |            |            |                  |                  |                  |                  |                  |        |        |        |
| 06           | Chen Long        | 08           | 21           | 21           |  |  | 06            | Chen Long       | 21            | 09            | 21            |    |                 |            |                 |            |            | Spiel um Platz 3 | Spiel um Platz 3 | Spiel um Platz 3 | Spiel um Platz 3 | Spiel um Platz 3 |        |        |        |
|              |                  |              |              |              |  |  | 02            | Chou Tien-chen  | 14            | 21            | 14            |    |                 |            | Kevin Cordón    | 11         | 13         |                  |                  |                  |                  |                  |        |        |        |
|              |                  |              |              |              |  |  |               |                 |               |               |               |    |                 | 05         | Anthony Ginting | 21         | 21         |                  |                  |                  |                  |                  |        |        |        |

### Medaillengewinner
| Rang   | Medaillengewinner     |
| ------ | --------------------- |
| Gold   | Viktor Axelsen (DEN)  |
| Silber | Chen Long (CHN)       |
| Bronze | Anthony Ginting (INA) |